# Opération Odyssey Dawn

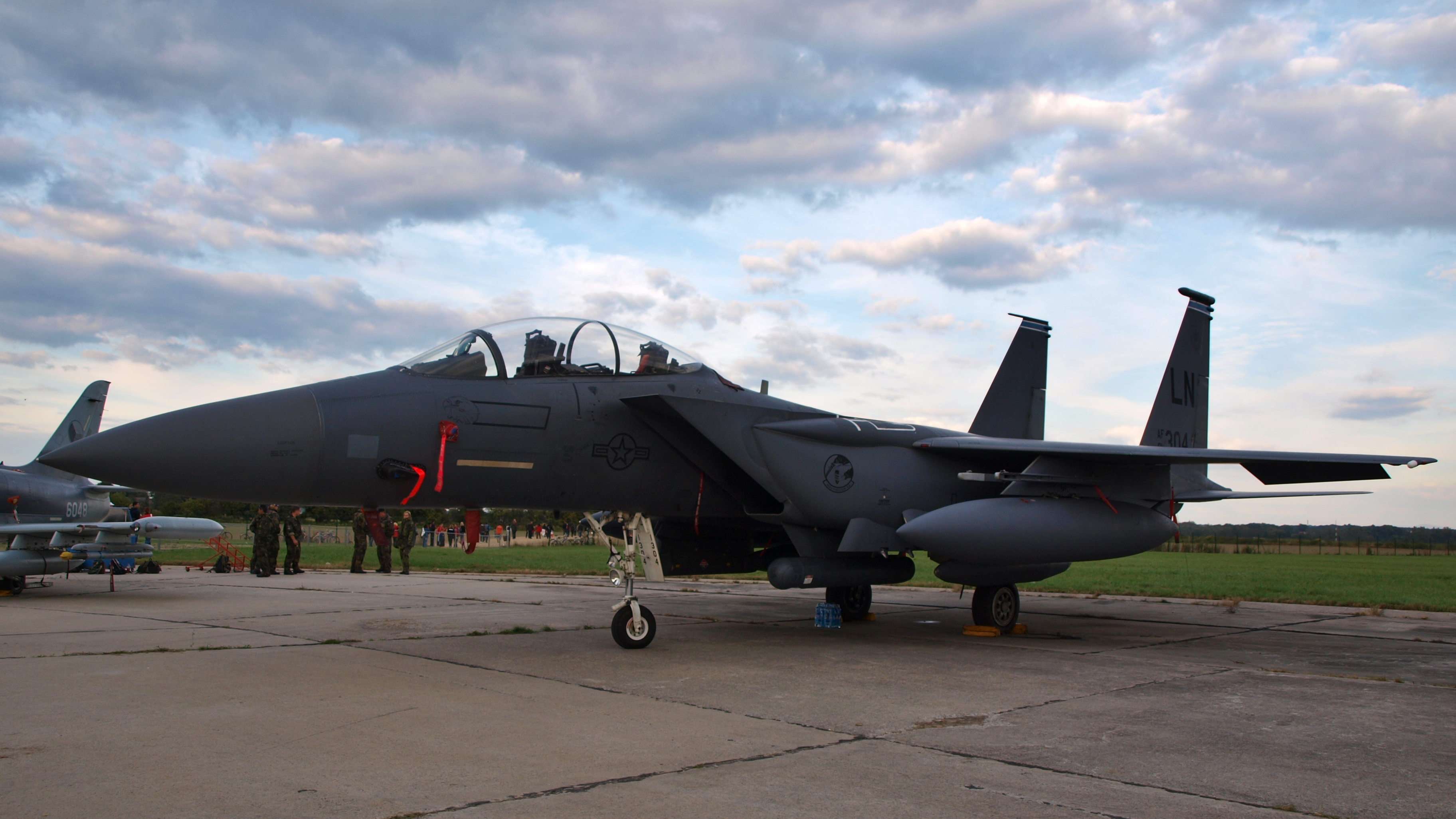
Cet avion F-15E Strike Eagle du 48th Fighter Wing fut perdu accidentellement durant l'opération Odyssey Dawn le 22 mars 2011.

L'opération Odyssey Dawn est la contribution américaine à l'intervention militaire de 2011 en Libye dans le cadre de la guerre civile libyenne dans le but de faire respecter la résolution 1973 du Conseil de sécurité des Nations unies.

## Forces navales en présence
- L'USS Mount Whitney, navire amiral de la sixième flotte des États-Unis, commandant les opérations navales de l'opération Odyssey Dawn[1].
- Le groupe amphibie de l'USS Kearsarge, sur zone au moment du déclenchement de l'opération, relevé dans les jours suivants par celui de l'USS Bataan, parti le 23 mars de la base navale de Norfolk[2].
- Les sous-marins nucléaires d'attaque USS Providence et USS Scranton de la classe Los Angeles.
- Le sous-marin nucléaire lanceur de missiles de croisière USS Florida de la classe Ohio.

## Historique de l'opération

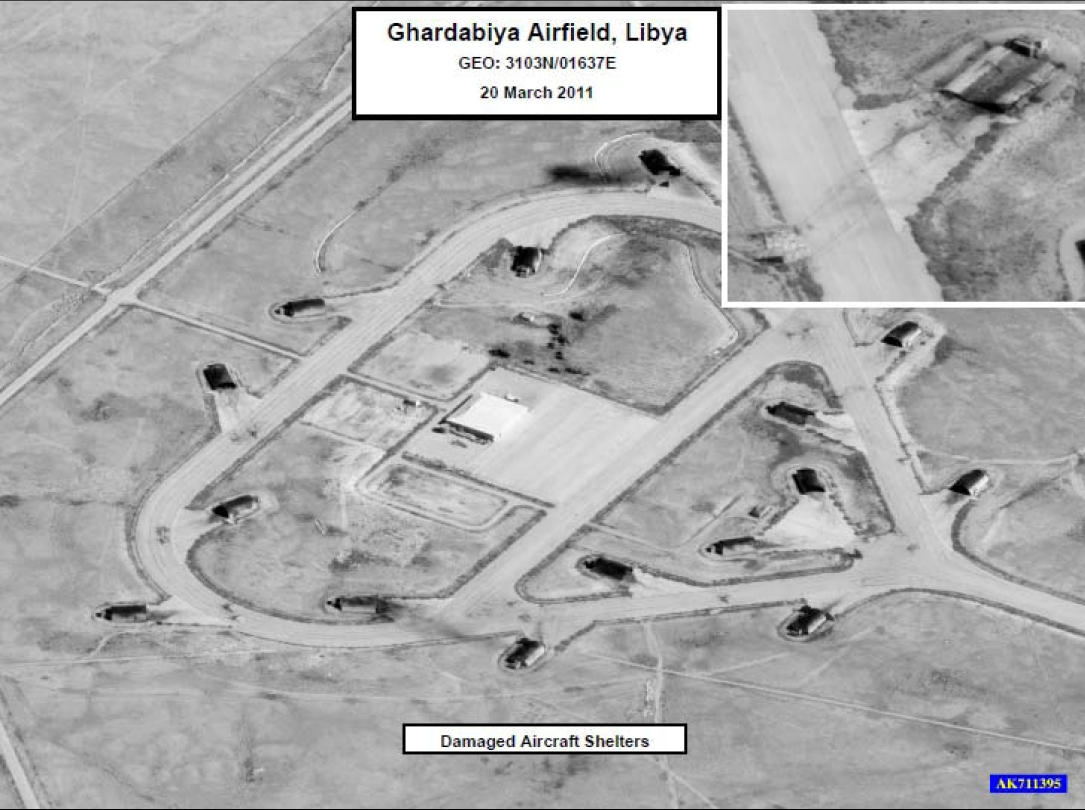
La base aérienne libyenne de Ghardabiya après le bombardement des B-2 le 20 mars 2011.

Le 19 mars 2011, une vingtaine d'objectifs composés de nœuds de communication stratégiques et de systèmes de défense anti-aérienne libyens sont frappés à l'aide de 124 missiles de croisière BGM-109 Tomahawk tirés à partir de SSGN, de SNA et de destroyers de classe Arleigh Burke américains et d'un SNA britannique.
Le 20 mars, trois bombardiers américains B-2 lâchent quarante ou quarante-cinq bombes JDAM sur la base de Ghardabiya (en) à 15 km au sud de Syrte.
Le 23 mars, l'OTAN prend le commandement des opérations (opération Unified Protector (en)).
Depuis le début de l'opération, la marine libyenne reste au port ou limite ses activités à des patrouilles de garde-côtes. Mais le 29 mars 2011, trois petits bâtiments, dont vraisemblablement un patrouilleur de type PV30-LS, tirent sur des navires de commerce dans le port de Misrata. Ils sont mis hors d'usage ou détruits par un P-3 Orion de l'US Navy et des A-10 de l'US Air Force. 
La marine libyenne tente ensuite de miner le port de Misrata avec plusieurs vedettes rapides dans la nuit du 28 au 29 avril, ce qui conduit la frégate Courbet à effectuer, officiellement, des tirs de semonce ; une vedette est coulée et le reste du groupe fait demi-tour mais plusieurs mines sont trouvées sur zone.